# Л
Л je cirilska črka, ki se je razvila iz grške črke Λ. Izgovarja se kot L in se tako tudi prečrkuje v latinico. 
Tradicionalno ime črke Л je ljudije (людиѥ) ali ljudi (люди), v novejšem času pa se bolj uporablja kratko ime el.
| tiskano | pisano |
| ------- | ------ |
| Л л     | Л л    |